# Spodnja Voličina
Spodnja Voličina is een plaats in Slovenië en maakt deel uit van de gemeente Lenart in de NUTS-3-regio Podravska. De plaats telde 734 inwoners op 1 januari 2020.